# Burlagonomegops
Genre
Burlagonomegops est un  genre fossile d'araignées aranéomorphes de la famille des Lagonomegopidae.

## Distribution
Les espèces de ce genre ont été découvertes dans de l'ambre de l'Alava au Pays basque en Espagne et de Birmanie. Elles datent du Crétacé.

## Liste des espèces
Selon The World Spider Catalog 16.0 :
- †Burlagonomegops alavensis Penney, 2006
- †Burlagonomegops eskovi Penney, 2005

## Publication originale
- Penney, 2005 : The fossil spider family Lagonomegopidae in Cretaceous ambers with descriptions of a new genus and species from Myanmar. Journal of Arachnology, vol. 33, p. 439–444 (texte intégral).